# Bill of Rights

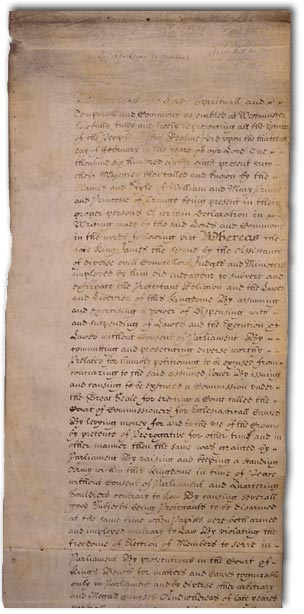
Il Bill of Rights originale del 1689

Il Bill of Rights è un documento approvato dal Parlamento inglese nel 1689, considerato uno dei cardini del sistema Westminster.

## Etimologia
Bill of Rights significa letteralmente un manifesto, carta (bill) sui diritti (rights), (in certi libri si chiama "dichiarazione dei diritti") sebbene bill significhi, anche, disegno di legge - ma l'espressione è entrata nell'uso con il significato di dichiarazione sui diritti e in inglese è in effetti comune anche la denominazione alternativa "Declaration of Rights".
Il titolo originale del documento era An Act Declaring the Rights and Liberties of the Subject and Settling the Succession of the Crown ("un atto che dichiara i diritti e le libertà dei sudditi e definisce la successione della corona"). Questo documento si trova a Liverpool.

## Storia
Il Bill of Rights fu adottato nel 1689, al termine di una guerra ormai secolare tra i Comuni e la Corona, culminata prima nella guerra civile (1642-1651) e nella dittatura di Cromwell, e poi nella gloriosa rivoluzione (1688-1689). Esso sintetizza in un documento di grande valore storico e giuridico un'evoluzione costituzionale complessa, che ha le sue radici nelle Carte e nei parlamenti medievali e che pone le premesse per il successivo sviluppo del costituzionalismo liberale. In particolare il testo del Bill of Rights svolge il ruolo centrale del Parlamento nella configurazione dei poteri e indirizza il sistema costituzionale verso la tutela delle libertà dei cittadini, di cui la posizione del Parlamento e le prerogative dei suoi membri sono il primo baluardo.
Il testo, proposto dai leader parlamentari, fu approvato e sottoscritto da Guglielmo III d'Orange, che aveva sposato una componente della famiglia Stuart, Maria II d'Inghilterra, figlia di Giacomo II nel 1689 in Inghilterra. Guglielmo ereditò il trono dopo la deposizione di Giacomo II, che fu dichiarato decaduto proprio nel Bill of Rights, poiché si pensa che Giacomo aveva abbandonato l'Inghilterra per scappare in Francia.

## Caratteristiche del documento
Il Bill of Rights prevedeva:
- La libertà di parola e opinione nel Parlamento Britannico[2].
- Il divieto del re di abolire leggi o imporre tributi senza il consenso del Parlamento.
- Libere elezioni per il Parlamento.
- Il divieto del re di mantenere un esercito fisso in tempo di pace senza il consenso del Parlamento.
- Rifiuto di sottostare a un possibile re cattolico.
- Che il parlamento dovesse essere frequentemente riunito.
- Che il re non potesse perseguire i suoi sudditi per motivi religiosi.

## Conseguenze
Guglielmo poté salire al trono a patto che firmasse il documento. Poiché però era lui stesso che aveva convocato il Parlamento che lo proclamava re, il successivo Parlamento, regolarmente eletto, riapprovò la successione al trono e diede legittimità a tutti gli atti compiuti sotto la sua reggenza di fatto della monarchia, compresa l'accettazione del Bill of Rights.
Con la Dichiarazione dei Diritti del 1689 nacque in Europa la seconda forma di monarchia parlamentare costituzionale (dopo la Repubblica di San Marino, riformata nel 1600 dai Leges Statutae Sancti Marini): parlamentare poiché è affidata agli organi del parlamento la completa amministrazione del Paese; costituzionale perché rispettosa dei diritti dei cittadini, fissati da una Costituzione.